# Опузен
О́пузен (хорв. Opuzen) — город в южной части Хорватии (в Далмации), расположен на левом берегу реки Неретва, в 12 км выше по течению от её впадения в Адриатическое море. Население на 2021 год составляло 2 355 человек.

## История
Одно из самых ранних упоминаний этого места относится к 1333 году, тогда оно было известно под названием Посредница, а первое упоминание современного названия датируется лишь 1481 годом. Посредница была создана в XIV веке властями Дубровницкой республики в качестве торгового поста. В XV веке для отражения постоянных нападений войск Османской империи на Опузен, в его черте былы построены два форта. В 1684 году на территорию Опузена прибыли венецианцы для постройки ещё одного форта. В это же время Опузен был впервые получил статус населённого пункта, так как здесь поселились около 60 семей. В 1807 году поселение получает статус районного центра, а в конце XIX столетия впервые становится связан с соседними городами железнодорожным сообщением. Спустя 80 лет путём постройки железного одноарочного моста в черте города были соединены оба берега Неретвы, что также поспособствовало открытию дополнительной дороги в направлении соседнего города Меткович. После Второй мировой войны город пережил некоторый экономический рост, связанный с деятельностью крупного агропромышленного комплекса «Neretva» и пахотными работами в дельте реки Неретва.

## Известные жители
- Филипович, Степан — коммунист, югославский партизан, народный герой Югославии.

## Население
Население города составляет 2 355 чел. (на 2021 год).
Динамика численности населения по годам: